# Luís de Bar
Luís de Bar (França, entre 1370 e 1375 - Varennes, 23 de junho de 1430) foi um nobre e pseudocardeal francês da Igreja Católica, que foi duque de Bar e bispo de Langres e Verdun.

## Biografia
Sexto filho do duque Roberto I de Bar e Maria de França, assim era sobrinho do rei Carlos V e neto do rei João II le Bon da França. Foi educado na corte de seu pai.
Em 2 de abril de 1395 foi nomeado bispo de Langres. Consta que celebrou um sínodo diocesano.
Criado pelo Papa Bento XIII de Avinhão como cardeal-diácono no consistório de 21 de dezembro de 1397, recebeu a diaconia de Santa Águeda do Subúrbio.
Ele estava em Avinhão em 1403. Deixou a obediência do antipapa Bento XIII em 1408 e foi deposto por ele em 21 de outubro daquele ano. Participou do Concílio de Pisa que elegeu o antipapa Alexandre V e se juntou à obediência desse antipapa.
Recebeu a ordenação presbiteral em 29 de junho de 1409 do cardeal Niccolò Brancaccio. Em 2 de julho seguinte, optou pela ordem dos cardeais-presbíteros, recebendo o titulus de Santos XII Apóstolos.
Foi nomeado legado papal de Alexandre V na França e na Germânia, deixou Pisa em 13 de julho de 1409.
Juntou-se à obediência do Papa João XXIII de Avinhão, que aceitou sua renúncia como legado que ele apresentado através do abade de Saint-Jean de Reims.
Optou pela ordem dos cardeais-bispos e pela sé suburbicária de Porto e Santa Rufina em 22 de setembro de 1412.
Com a morte de seu irmão Eduardo III em 	25 de outubro de 1415, herdou o Ducado de Bar, que, no entanto, teve de defender contra seu cunhado Adolfo de Jülich-Berg, marido de Iolanda, a Jovem (m. 1421), que argumentou que Luís, como eclesiástico, não poderia herdar o título e o ducado. No final, porém, Luís prevaleceu.
Em 1419, para pôr fim às disputas entre os duques de Bar e os de Lorena, que duravam há séculos, arranjou o casamento do seu sobrinho-neto Renato de Anjou com a filha de Carlos II da Lorena, Isabel, e de acordo com o Europäische Stammtafeln, vol I, 2228, com o Tratado de Saint-Mihiel de 13 de agosto, declarou-o seu herdeiro do Ducado de Bar; na mesma data, uma carta de Luís confirmou que, naquele ano, o conde de Guise, Renato de Anjou, foi investido como marquês de Pont-à-Mousson, além de ser herdeiro de Luís.
Torna-se bispo ou administrador apostólico de Verdun, governando entre 10 de janeiro de 1420 até 3 de março de 1423. Nomeado administrador apostólico da sé de Poitiers, de 3 de março de 1423 a 14 de fevereiro de 1424. Administra a sé de Verdun, novamente, em 14 de fevereiro de 1424 até sua morte.
Morreu em 23 de junho de 1430, em Varennes. Foi enterrado na capela de Saint-Martin, que ele havia construído, na catedral de Notre-Dame-de-l'Assomption, em Verdun.

### Conclaves
- Conclave de 1409 - participou da eleição de Pietro Filargi da Candia como Papa Alexandre V
- Conclave de 1410 - não participou da eleição de Baldassare Cossa como Papa João XXIII
- Conclave de 1417 - não participou da eleição de Oddone Colonna como Papa Martinho V